# Ambassade de Corée du Nord en Russie
L'ambassade de la Corée du Nord en Russie est la représentation diplomatique de la Corée du Nord sur le territoire russe, située à Moscou, la capitale.